# Carlsbad (Califórnia)
Carlsbad é uma cidade localizada no estado americano da Califórnia, no Condado de San Diego. Foi incorporada em 16 de julho de 1952.

## Geografia
De acordo com o United States Census Bureau, a cidade tem uma área de 101,3 km², onde 97,7 km² estão cobertos por terra e 3,6 km² por água.

### Localidades na vizinhança
O diagrama seguinte representa as localidades num raio de 16 km ao redor de Carlsbad. 

## Demografia
Segundo o censo nacional de 2010, a sua população é de 105 328 habitantes e sua densidade populacional é de 1 078,14 hab/km². Possui 44 673 residências, que resulta em uma densidade de 457,27 residências/km².